# Wang Fu
Pour le philosophe du IIe siècle, voir Wang Fu (philosophe).
Wang Fu (ou Wang Fou ; surnom : Mengduan ; noms de pinceau: Yushi, Jiulong Shanren, Qing-Cheng Shanren, etc.) (1362 à Jiangsu - 1416) est un peintre chinois.

## Peintres professionnels etlettrés
Au début de la dynastie des Ming, deux styles s'opposent à la Cour : celui des professionnels et celui des lettrés. Les professionnels, spécialistes de la peinture, se réclament des traditions académiques héritées des Song du Sud. Les amateurs occupent généralement des fonctions de calligraphe. Ils peignent pour se divertir dans la manière des maîtres Yuan. Wang Fu, l'un d'entre eux, est né sous les Yuan. Originaire de Wuxi (Jiangsu), il mène pendant plusieurs années une vie de voyageur solitaire. Parti vers le Nord, il suit  d'abord le fleuve bleu, puis à travers la vallée de la rivière  Huai, il atteint le Hebei, erre longuement dans les régions du Nord observant les sites anciens et rêvant du passé. Indépendant par tempérament, il aime à composer des chansons et des poèmes en style ancien.
Sa réputation attire les hommes éminents qui admirent la fermeté de ses propos. Quand il revient dans le Sud, il se fixe dans la montagne des Neuf Dragons, au Jiangxi. Recommandé à la Cour comme calligraphe, il reçoit un emploi de secrétaire, sans pour autant cesser de chanter des poèmes. Il peint moins aisément qu'il n'écrit. Cependant, quand l'ivresse l'inspire, il étale du papier, relève ses manches et, agitant son pinceau, peint à l'éclaboussée des formes étranges. Il est d'abord lettré, peintre ensuite. Quand il peint, sa préférence va au paysage, aux bambous et aux pierres.
Un  lettré donne, en peignant des bambous, la mesure de son sang-froid. Sa culture, la fermeté de son caractère s'éprouvent à la vigueur du trait. L'exemple d'un Su Shi l'a prouvé, à l'époque des Song du Nord. Wang travaille dans le même esprit. Il connait les règles et les utilise sans les subir comme des entraves. Il a acquis la maîtrise des proportions. Sa manière, libre dans la rigueur, l'apparente aux maîtres du bambou sous les Yuan: Li Kan (1245-1320),  Ke Jiusi (1312-1365). Comme Ni Zan et Wu Zhen, il est poète dans l'âme. Il communique à ses œuvres peintes un accent poétique qui les élève au-dessus du vulgaire.

## Biographie
Au début de la dynastie Ming, plusieurs artistes continuent le style et l'esprit des maîtres Yuan, formant ainsi le relais avec l'école de Wu; le plus important d'entre eux c'est sans doute Wang Fu. En 1378, il est envoyé à Nankin la capitale, mais, impliqué dans une mauvaise affaire, il doit partir à Datong, au nord de la province de Shanxi, comme soldat attaché à la garde des frontières. Il n'a alors que dix-neuf ans. En 1400, il rentre dans le sud et désormais vit retiré, près de Wuxi, à Jiulong Shan, d'où l'un de ses noms de pinceau, l'homme de  Jiulong Shan.
De là, il voyage au Sichuan, au Lac de l'Ouest, à Yang-Zhou. En 1403, il est appelé à la capitale comme calligraphe et, en 1412, il est nommé secrétaire impérial. Par deux fois, en 1413 et 1414, il accompagne l'empereur à Pékin; c'est alors qu'il exécute le rouleaux des Huit vues de Pékin (Musée du palais de Pékin). Il meurt à Pékin deux ans plus tard.

## Calligraphe,peintreetpoète
Excellent calligraphe, son talent est toutefois moins connu que celui de Shen Zhou ou de Wen Zhengming, car il s'exerce surtout sur des textes administratifs, peu mis en valeur dans le monde lettré. Il est aussi bon poète et enfin, excelle dans la peinture de paysage, de bambous et de rochers. C'est sans doute Ni Zan qui exerce sur lui l'influence la plus profonde, mais son encre mouillée et ses bambous rappellent Wu Zhen et ses accumulations rocheuses évoquent Wang Meng. Ayant beaucoup voyagé, il aborde le paysage de façon très concrète et introduit dans ses peintures plus de personnages que les peintres Yuan, bien qu'il les garde petits.

## Style et technique
Dans Séparation entre amis au bord d'une rivière, rouleau daté 1404, conservé au Musée Municipal d'Osaka, on retrouve la composition traditionnelle de Ni Zan, mais traitée à l'horizontale et animée de trois personnages. Le groupe de trois arbres au premier plan, se dresse en contraste avec rochers et eau et accentue le sentiment de solitude. Ce groupe se modifie peu à peu et, introduit dans des combinaisons nouvelles, il prend une importance accrue et devient le motif central de la peinture. Il faut noter sa façon de peindre les arbres dont presque toutes les branches sont silhouettées sur le feuillage sombre, ainsi que le jeu de l'encre sèche sur un fond de taches plus mouillées qui confère à l'ensemble un double sentiment de vigueur et de moelleux.
Avec Bambous et rochers, Wang se montre ici plus proche des maîtres Yuan que des peintres Ming. Les contours de la falaise sont brossés à traits rapides et forts. Les jeunes bambous ressortent en noir sur le papier nu. Au bas de la peinture pousse une orchidée. ainsi se trouvent réunies les trois «puretés» (San qing): le bambou, la roche et l'orchidée. En bas à droite un poème écrit par Wang Fu. On attribue à Wang Fu un traité, le Shu Hua Chuanxilu, dont l'authenticité reste assez douteuse; le texte n'est découvert qu'au XIXe siècle et présente de singulières maladresses.

## Musées
- Cambridge (Fogg Art Mus.):

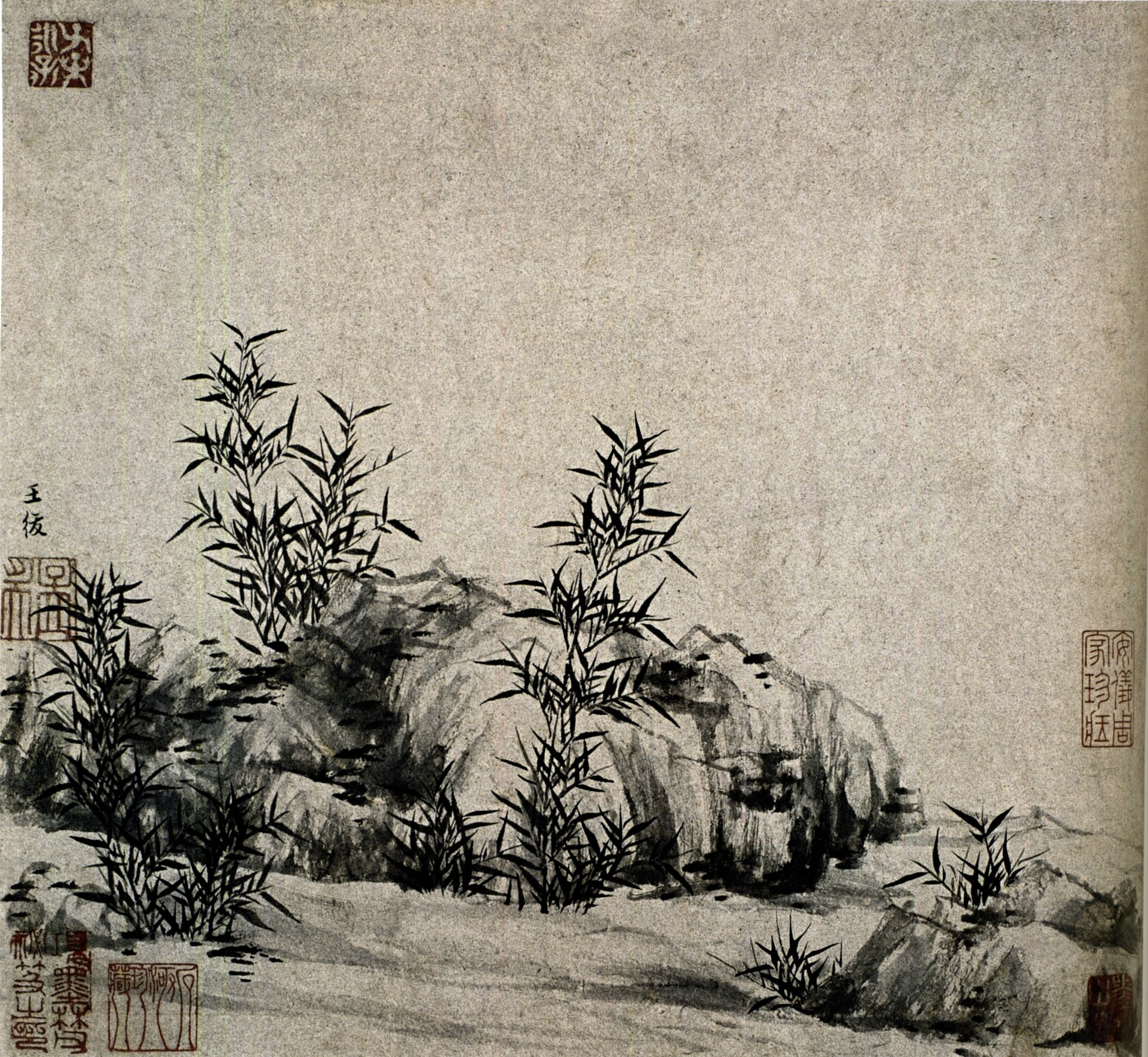

  - Pousse de bambou, feuille d'album signée.
- Kyōto (Yurinkan Museum)
  - Lettré contemplant les fleurs de prunier dans la neige,  signée et datée 1397, grande feuille d'album.
- Liaoning (Mus. prov.):
  - Étude à Hushan, daté 1410, couleurs sur papier, rouleau en longueur, colophon de Wen Zhengming.
- Osaka (mun. Art Mus.):
  - Séparation entre amis au bord d'une rivière, rouleau en longueur.
- Pékin (Mus. du Palais):
  - Le pont Luoge, paysage boisé au clair de lune, rouleau en longueur.
  - Trois bambous sous la pluie, signé.
  - Paysage de rivière avec falaises et montagnes, encre sur papier, rouleau en longueur, une partie de l'œuvre est exécutée par Chen Shuji.
- Shanghai:
  - Bambou penché, encre sur papier, rouleau en hauteur.
  - Bambou et rochers, encre sur papier, rouleau en hauteur.
- Stockholm  (Nat. Mus.):
  - Gorge étroite, inscription de Wang Da datée 1396 et de Aosou.
- Taipei (Nat. Palace Mus.):
  - Assis avec un ami dans un pavillon au pied de montagnes escarpées.
  - Réunion littéraire dans un pavillon de montagne, daté 1404, encre et couleurs légères sur papier, rouleau en hauteur signé.
  - Vieil arbre, bambou et rocher, encre sur papier, rouleau en hauteur.
  - Trois jeunes bambous, signé et daté 1403, encre sur papier, rouleau.
  - Arbre solitaire, signé et daté 1404.
  - Fête d'adieu à Fengcheng, signé, poèmes du peintre et de douze autres amis présents à la réunion.
  - Lecture dans une hutte, signé, deux poèmes.
  - La falaise du jade caché, signé, colophon.
  - Homme assis dans un bosquet de bambous,
  - Homme assis dans une chaumière près d'une rivière, signé, poème du peintre.
- Washington DC (Freer Gallery of Art):
  - Dix mille bambous le long de la rivière à l'automne, signé et daté 1410, rouleau en longueur, huit colophons.